# Victor Augustus Dechamps

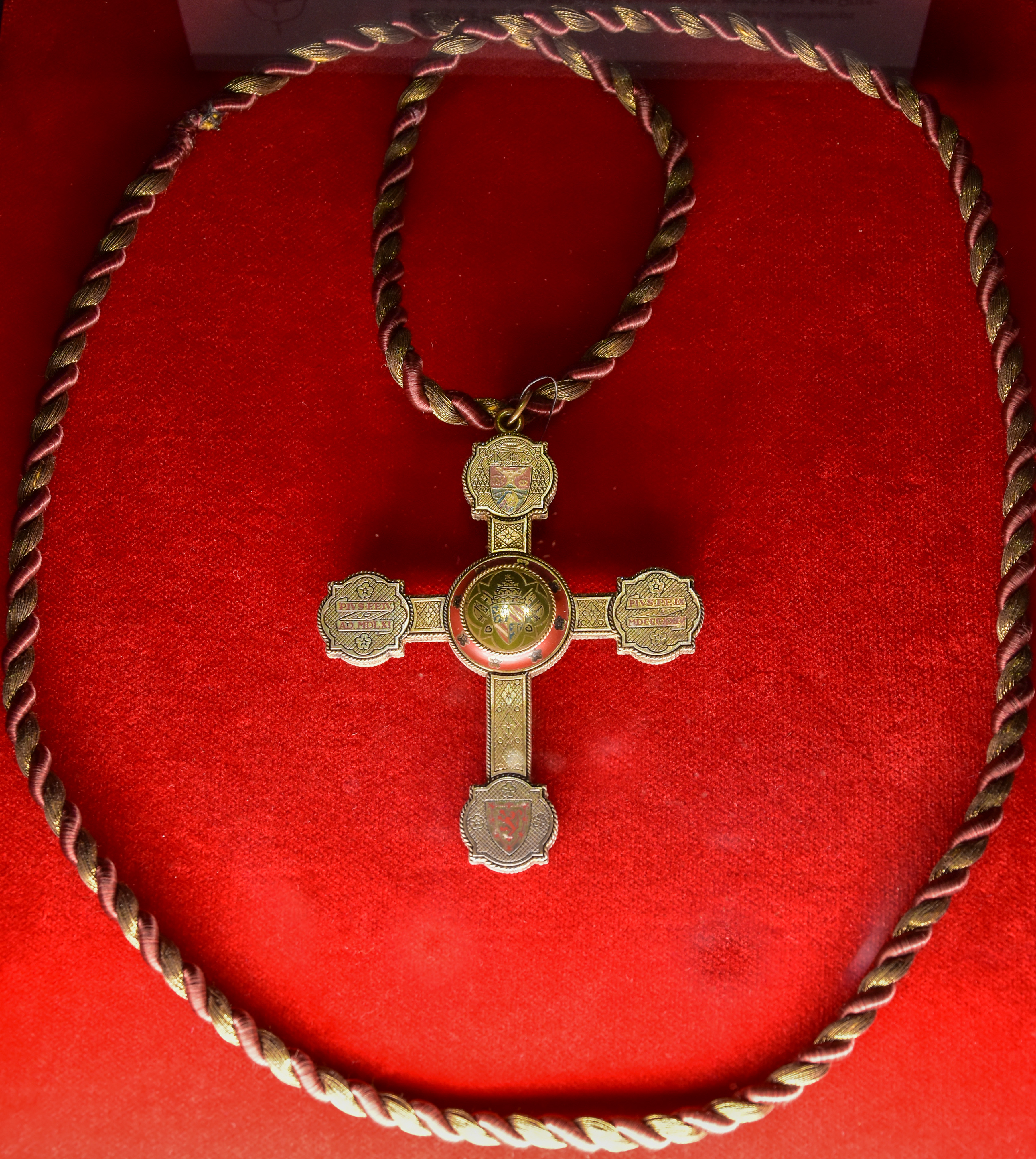
Bisschopskruis van Victor Augustus Dechamps

Victor Augustin Isidore Dechamps, C.Ss.R. (Melle, 6 december 1810 - Mechelen, 29 september 1883) was een Belgisch aartsbisschop en kardinaal.

## Jeugd
Zijn vader, Adrien Dechamps, had zich opgewerkt van schoolmeester tot landjonker en had fortuin gemaakt dankzij beleggingen in de Henegouwse steenkoolmijnen. Hij kocht een oud jachtpaviljoen van het geslacht De Condé bij Manage. Daar groeide Victor Dechamps op. Victor Dechamps was de broer van de politicus Adolphe Dechamps.
Hij was een vurig aanhanger van het liberaal katholicisme van Lamennais en had aanvankelijk een roeping als journalist. In 1832 kreeg hij een religieuze roeping en trok naar het seminarie van Doornik. Hij werd daar samen met enkele andere beloftevolle studenten weggeplukt door de redemptoristen. Hij studeerde in Doornik, in Mechelen en in Leuven en werd tot priester gewijd in 1834.

## Vroege carrière
In 1836 werd hij priester bij de Congregatie van de Allerheiligste Verlosser (redemptoristen) en werd apostolisch prefect in Wittem (1836) en rector in Luik (1840). Hij werd algemeen consultor van zijn congregatie in Napels (1849?). In die periode reisde hij door heel Europa en verbleef hij geregeld in Rome. Daar bouwde hij een persoonlijke relatie uit met paus Pius IX. Hij stond bekend om zijn literair en redenaarstalent, maar minder om zijn kwaliteiten als bestuurder. Hij stond in voor de religieuze opvoeding van de Belgische prinsen en was een tijdlang biechtvader van kroonprins Leopold.
In 1853 had Dechamps naast de bisschopszetel van Luik gegrepen (na verzet van aartsbisschop Engelbertus Sterckx). In 1865 werd Dechamps bisschop van Namen.

## Aartsbisschop

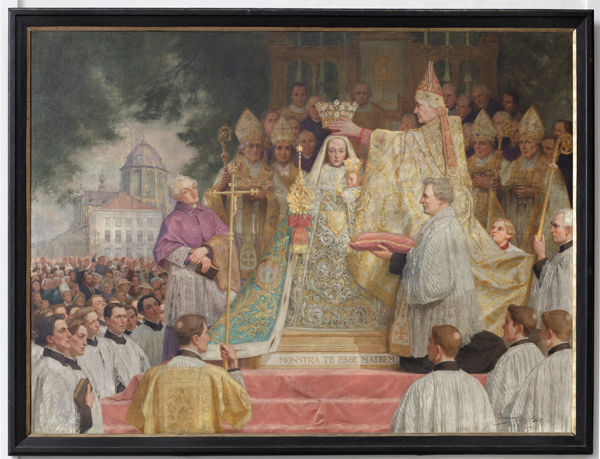
Mgr. Deschamps kroont Onze-Lieve-Vrouw van Hanswijk (1926)

Na de dood van aartsbisschop Sterckx werd Dechamps aangesteld als zijn opvolger. Hij was internationaal een van de bekendste gezichten van de Belgische clerus en had zich terdege gekweten van zijn taak als bisschop van Namen. Verder genoot hij de steun van Leopold II. Van 1867 tot aan zijn dood was Dechamps aartsbisschop van Mechelen. Hij probeerde tevergeefs het in 1870 afgebroken Eerste Vaticaans Concilie te laten verderzetten in Mechelen. In 1875 werd hij verheven tot kardinaal. Tijdens zijn bestuursperiode begon de eerste schoolstrijd (1878-1884) in België.
Kardinaal Dechamps kreeg de opdracht van paus Pius IX om de Onze-Lieve-Vrouw-beelden van Hanswijk, Scherpenheuvel en Halle pauselijk te kronen.
Hij was de schenker van het schrijn van de Martelaren van Gorcum  aan rond 1870.

## Gezondheid
Dechamps had een romantische kunstenaarsziel. Hij kampte met een manische depressie (hij wisselde periodes van depressie af met periodes van koortsachtige activiteit) en had psychosomatische aandoeningen. Op het eind van zijn leven kreeg hij kanker.

## Publicaties
- Appel et défi. Appel à la bonne foi d'un protestant de naissance, et défi à la raison d'un rationnaliste de profession, Brussel, 1865.
- Avertissement aux familles sur plusieurs erreurs relatives à l'éducation, Parijs, 1863.
- La Cause catholique. Discours destiné à la séance de clôture du Congrès catholique réuni à Malines en 1863, Doornik, 1863.
- Le Christ et les antéchrists dans les Écritures, l'histoire et la conscience, Parijs, 1858.
- Conférences prêchées à la cathédrale de Liège pendant l'Avent de 1843, suivies de l'instruction pastorale de l'épiscopat belge sur les mauvais livres, Luik, 1854.
- De la Certitude en matière de religion, ou la Question religieuse résolue par les faits, Parijs, 1862.
- Des Différentes méthodes de démonstration de la foi, lettre au prince Albert de Broglie, Parijs, 1857.
- Du Progrès des arts et de leur sécularisation absolue à propos d'un congrès artistique, Parijs, 1863.
- La franc-maçonnerie: son caractère, son organisation, son extension, ses sources, ses affluents, son but et ses secrets, Parijs, 1863.
- L'Infaillibilité et le concile général, étude de science religieuse à l'usage des gens du monde, Parijs/Mechelen, 1869.
- Lettre de Monseigneur Dechamps à Monseigneur Dupanloup sur l'infaillibilité du Pape, Parijs, 1869.
- Lettres théologiques sur la démonstration de la foi, Parijs, 1861.
- La Nouvelle Ève ou la Mère de la vie, souvenirs et prières pour tous les jours du mois de Marie et pour les autres jours consacrés à la Mère de Dieu, Parijs, 1862.
- La Parole de Pie IX, ou la Douleur, la joie et l'espérance de l'Église, Brussel, 1856.
- Pie IX, et les erreurs contemporaines, Parijs/Doornik, 1864.
- Le plus beau souvenir de l'histoire de Liège. 1246-1846, Luik, 1846.
- La Question d'Honorius, lettre au R. P. Gratry, Parijs, 1870.
- La question religieuse résolue par les faits, ou De la certitude en matière de religion, Parijs 1860.
- Saint Vincent de Paul et les misérables. Les Origines de la Fête-Dieu. Le Pélerinage de saint Hubert, Parijs/Doornik, 1864.
- La Vie de plaisirs, lettres à des gens du monde, suivie de lettres nouvelles sur le même sujet et d'un mot aux riches, Parijs, 1863.